# Juana Neira
Juana Neira Malo (Cuenca, 29 de mayo de 1963) es una escritora ecuatoriana de libros infantiles. Realizó sus estudios primarios y secundarios en las ciudades de Cuenca y Quito. Sus estudios superiores, en el área de filosofía y letras, los realizó en la Universidad Estatal de Cuenca y posteriormente tomó dos semestres de antropología en la Pontificia Universidad Católica del Ecuador. Ha participado en cursos abiertos de Literatura y Letras en la Universidad Andina Simón Bolívar y en talleres de producción de radio.
En lo que concierne a su vida personal, tiene tres hijos: Martín, Sebastián y Sofi. Adicionalmente, colecciona violetas y máscaras; le fascinan los gatos. Tiene miedo a la velocidad y a los murciélagos.
En 2008 publicó su primer libro, Mi amiga secreta. En el año 2009 su segundo libro, Se necesita a un super héroe, ganó el premio Darío Guevara Mayorga.
Es reconocida por ser la productora y locutora del programa radial literario Sueños de papel en Radio Visión. Este programa crea un espacio relacionado con el ámbito diario de una persona, como sus familiares, los espacios públicos donde se transita, comida, en fin, posibilidades infinitas de relacionarlo. Permite a los radioescucha trasladarsea un espacio de poesía, cuentos, novelas, sueño y así estar en el mundo literario.  En un reportaje hecho por el diario El Universo, la escritora reconoce que «el poder de transmitir la palabra a través de las ondas radiales le ha dado lo que llama su mayor satisfacción: tener oyentes no videntes». Así mismo, Neira afirma que «la misión del programa es capturar lectores que se acerquen a la literatura desde el placer, el gozo y la diversión».  A partir del 2006, y durante 12 años, dicho programa contribuyó a la cultura del país destacando a varios autores ecuatorianos contemporáneos y enfocándose en la literatura infantil y juvenil. Así mismo, el espacio siempre impulsó la lectura y procuro la difusión de la literatura ecuatoriana mediante entrevistas a escritores nacionales de gran trayectoria y a voces emergentes del mismo campo. Según el sitio web loqueleo.com, en su programa la escritora «cuenta historias para que la gente se salve de la soledad».
En el mes de junio del 2018, se anunció que el programa Sueños de papel dejaría de transmitirse por no conseguir los auspicios suficientes para permanecer al aire. Varios periodistas y escritores expresaron su disgusto con la Radio por tomar la decisión de eliminar el programa de la agenda en editoriales de los principales periódicos del país.
Fue presidenta de la Asociación Ecuatoriana del Libro Infantil y Juvenil filial de IBBY (International Board on Books for Young People) en Ecuador.
Es un miembro activo de la comunidad literaria ecuatoriana. Participó en la II Feria Nacional del Libro y la lectura de Cuenca, dirigiendo talleres junto a otros académicos destacados.
Ha participado en la organización y programación de los tres últimos Maratones del Cuento, una iniciativa que se lleva a cabo en Quito cada año gracias a la Asociación Ecuatoriana del Libro Infantil, que busca explorar las nuevas propuestas emergentes para los más pequeños.
Además de involucrarse en el programa de talleres y conferencias de la maratón, también ha participado en la lectura de cuentos en voz alta. Actividad que todos los asistentes pueden disfrutar y en la que Juana Neira ha leído cuentos ininterrumpidamente por periodos de hasta 8 horas.
En un artículo publicado en El Comercio, Juana Neira habla sobre su búsqueda de un superhéroe en la literatura para niños se refiere a sus obras como una oportunidad de escribir sobre lo que alguna vez le dolió. Su primer cuento "Mi amiga secreta", publicado en el 2008, fue fruto de un taller junto a la escritora María Fernanda Heredia, que además de ser una de sus experiencias más intensas, le brindó la oportunidad de acercarse a ciertas partes de su infancia con las que pudo finalmente hacer las paces.
En una entrevista realizada por la tesista Carmen Moreno, relata como es el proceso de creación de sus obras, principalmente se basa en anécdotas, a las cuales les crea personajes que tienen voz propia y sus propios recursos literarios. Sus personajes representan a esos miedos suyos que la inquietan, a preguntas sin respuesta, a días de alegría y de gozo, o días grises que han marcado su vida, pero no reflejan datos autobiográficos, ni temas personales de la autora; simplemente adopta experiencias vividas en pequeños o grandes momentos o que haya sido testigo de ellos, como, travesuras de hijos, sobrinos o de algún niño cercano.

## Obra
Ha publicado varios libros:
- Eras un pedazo de luna ( 2014)
- Romeo (2012)
- Mara (2011)
- La nube # 4 (2010)
- Se necesita un súper héroe (2009)
- Mi amiga secreta (2008)

## Sinopsis de su obra
Mi amiga secreta.- Es su primer cuento, publicado en el 2008. ¿Quién no ha tenido una amiga secreta? Esa amiga que nos ayuda con las respuestas en los exámenes, que calla cuando mamá pregunta quién ha regado la mermelada sobre el sofá, la que guarda nuestros secretos en su cajita de sueños...junto a Manuela descubre a tu amiga secreta.
Se necesita un superhéroe.- Publicado en el 2009. ¿Quién no ha sentido que la vida alguna vez se le ha puesto color de hormiga, y que solamente un superhéroe la puede salvar? Para Nico, el protagonista de esta historia, las agresiones de Beto ¨el grandulón¨, se han convertido en un gran problema y la única solución es buscar la ayuda de un superhéroe, y para esto decide colocar un anuncio en internet y recibe algunos interesados. Su perro y mejor amigo Zico lo ayuda a en tal propósito. Esta historia es perfecta para aquellos niños, adolescentes y adultos que viven con miedos y temores.
La nube # 4.- Publicado en el 2010. La historia de tres hermanos: Saraluna, Matías y Juli que junto a su madre descubren los momentos importantes de la vida, pero que al mismo tiempo pasan vicisitudes al sentir la ausencia e indiferencia de su padre. Cuando descubren la enfermedad grave de su madre.
Mara.- La historia de Mara una niña que vive junto a su abuela en el campo desde que su madre partió en busca de trabajo. Las historias y aventuras que suceden en el bosque, donde gracias a sus poderes mágicos puede comunicarse con los animales, duendes y hadas.
Romeo.-Publicado en el 2012. La historia de un sapo común y corriente que fue convertido en príncipe por la bruja Renata y luego metido en un cuento de castillos y princesas. ¡Tengo que salir de aquí! se dijo una mañana y decidió regresar a casa, solo así rompería el hechizo y volvería a ser el sapo común y corriente que siempre fue. Saltando de libro en libro, buscará su estanque y recorrerá lugares inesperados.
Eras un pedazo de luna.- Publicada en 2014. ¿Alguna vez te has preguntado de dónde vienes? ¿Cómo llegaste a este mundo? ¿Cómo apareciste en la vida de tus padres? En estas páginas te encontrarás con Raquel, una niña pequeña que se hizo estas preguntas cuando cumplió cinco años. También conocerás a Dralia, el hada durmiente que sabe un misterioso secreto.